# Старе Пяскі (Ловицький повіт)
Старе Пяскі (пол. Stare Piaski) — село в Польщі, у гміні Беляви Ловицького повіту Лодзинського воєводства.
Населення — 114 осіб (2011).
У 1975-1998 роках село належало до Скерневицького воєводства.

## Демографія
Демографічна структура станом на 31 березня 2011 року:
|          | Загалом | Допрацездатний вік | Працездатний вік | Постпрацездатний вік |
| -------- | ------- | ------------------ | ---------------- | -------------------- |
| Чоловіки | 60      | 20                 | 34               | 6                    |
| Жінки    | 54      | 15                 | 25               | 14                   |
| Разом    | 114     | 35                 | 59               | 20                   |